# نیکلاس کولتی
 نیکلاس کولتی (انگلیسی: Nicklas Kulti؛ زاده ۲۲ آوریل ۱۹۷۱) یک تنیس‌باز اهل سوئد است.